# SN 2002cp
SN 2002cp – supernowa typu Ib/c odkryta 28 kwietnia 2002 roku w galaktyce NGC 3074. W momencie odkrycia miała maksymalną jasność 17,90m.